# Лейк Осуего (град, Орегон)
Лейк Осуего (на английски: Lake Oswego) е град в окръг Клакамас, щата Орегон, САЩ. Лейк Осуего е с население от 36073 жители (2007) и обща площ от 29,3 km². Намира се на 0 m надморска височина. ЗИП кодът му е 97034-97035, а телефонният му код е 503, 971.